# Magda Ericson
Magda Galula Ericson (sinh năm 1929 ) là một nhà vật lý người Tunisia và Algérie.

## Đóng góp
Ericson được biết đến với những đóng góp của cô cho vật lý hạt nhân pion, một lĩnh vực của vật lý hạt nhân. Cô đã phát hiện ra hiệu ứng Lorentz-Lorenz-Ericson-Ericson của mô hình quang học hạt nhân pion trong các tương tác điện, cùng với người chồng tương lai của mình, Torleif Ericson, một nhà vật lý hạt nhân từ Thụy Điển. Cô cũng là một trong những nhà nghiên cứu hàng đầu về việc giải thích hiệu ứng EMC.
Ericson tiếp tục nghiên cứu của mình cho đến ngày nay, mặc dù chồng cô đã nghỉ hưu.

## Giáo dục và cuộc sống
Magda nhận bằng tiến sĩ vật lý thực nghiệm tại Sorbonne năm 1958, làm việc cho Trung tâm nghiên cứu khoa học quốc gia Pháp (CNRS). Năm 1959, cô nhận được học bổng Fulbright cho MIT. Cô đã là một nhà nghiên cứu Cern đến thăm từ năm 1965. Anh em họ của cô David Galula là một nhà lý luận quân sự nổi tiếng.